# Dainis Kūla
Dainis Kūla (ur. 28 kwietnia 1959 w Tukums) – radziecki lekkoatleta, oszczepnik (Łotysz). Złoty medalista olimpijski z Moskwy. 
Przed igrzyskami olimpijskimi w 1980 w Moskwie legitymował się rezultatem 92,06 m (starym modelem oszczepu). W finale igrzysk dwa pierwsze rzuty miał przekroczone, a trzeci wylądował płasko i nie pozostawił śladu. Mimo to sędziowie uznali rzut za ważny i zmierzyli odległość 88,88 m, co pozwoliło Kūli wejść do wąskiego finału, a nawet dało mu prowadzenie. W następnej kolejce rzucił 91,20 m, co zapewniło mu złoty medal.
Zwyciężył w zawodach uniwersjady w 1981 w Bukareszcie. Na mistrzostwach Europy w 1982 w Atenach zajął 4. miejsce. Został brązowym medalistą mistrzostw świata w 1983 w Helsinkach. Ponownie zwyciężył na uniwersjadzie w 1983 w Edmonton.
Był mistrzem Związku Radzieckiego w latach 1981-1983. W drugiej połowie lat 80. i później nie notował wielkich wyników. Po odzyskania przez Łotwę niepodległości reprezentował barwy swojej ojczyzny, również na arenie międzynarodowej (m.in. w 1993 udział w mistrzostwach świata oraz złoty medal na igrzyskach bałtyckich).